# Тестовый тоннель Boring Company
Тестовый тоннель Boring — тоннель, проложенный компанией The Boring Company в городе Хоторн (Калифорния). Строился в течение 2017—2018 годов с помощью туннелепроходческой машины (ТПМ) диаметром 4,2 м. В будущем по подобной технологии можно будет бурить тоннели  на Марсе.
Впервые об этом проекте Илон Маск сообщил 17 декабря 2016 года.  Он заявил, что поражён существующими автомобильными пробками и было бы хорошо избавиться от них с помощью подземного тоннеля.  В апреле 2017 года The Boring Company купила свою первую туннелепроходческую машину «Godot», а в январе и мае 2018 приобрела необходимые ей участки земли на общую сумму почти в $2,5 млн.
В апреле 2018 года Boring Company получила $113 млн. взносов, 90% которых были от Маска.  Из добытой во время бурения глины компания производит недорогой кирпич и уже открыла рядом с тоннелем магазин для его продажи.  Кроме этого они получили $1 млн от продажи фирменных кепок и $10 млн от продажи так называемых не-огнеметов.  К декабрю 2018 года они уже вложили в производство $40 млн. Прокладывание 1 мили (1,6 км) тестового тоннеля обошлось в $10 млн. Считается, что это достаточно дёшево, поскольку 1 миля серебряной линии Вашингтонского метрополитена обходится в $300 млн. По словам Маска, небольшая сеть тоннелей будет стоить $100 млн, а большая может затянуть на $2 млрд. Также очень важным фактором является получение разнообразных разрешений на строительство, в том числе сервитутов от собственников земель.
Целью компании значится «Выиграть гонку у улитки», так как улитка ползёт со скоростью в 14 раз выше, чем обычная ТПМ бурит землю. У Илона Маска есть улитка Гарри (уже №6, потому что они не живут долго), которая в ёмкости в форме ананаса присутствовала на вечеринке в честь открытия тоннеля, состоявшегося 18 декабря 2018 года.
Тоннель имеет два рельса, и изначально планировалось, что по ним будут ездить специальные платформы, на которые будут заезжать авто, или капсулы-вагончики. Однако от этой идеи отказались ради вакуумной версии туннеля Hyperloop. Текущий проект предполагает наличие опускающих и поднимающих машины подъёмников и огромной многоуровневой сети тоннелей. Чтобы двигаться по тоннелю, машина должна быть оснащена выдвижными механизмами с колёсиками, которые будут прижиматься к бордюрам и направлять авто в нужном направлении. Во время открытия гости могли проехаться по туннелю на Tesla Model X со скоростью 65 км/ч. Конечно, в будущем скорость будет значительно больше. Маск стремится достичь 250 км/ч и пропускной способности в 4000 авто/час.
Координаты тоннеля:
- Въезд, находящийся на парковке главного здания SpaceX: 33°55′18″ с. ш. 118°19′34″ з. д.HGЯO;
- Небольшой автомобильный подъёмник, ведущий к гаражу: 33°55′26″ с. ш. 118°20′27″ з. д.HGЯO
- Выезд: 33°55′24″ с. ш. 118°20′40″ з. д.HGЯO